# ZIS-154
Der ZIS-154 (russisch ЗИС-154) war ein Stadtbus des sowjetischen Herstellers ZIS. Er war der erste Stadtbus aus sowjetischer Nachkriegsproduktion und galt aufgrund seines dieselelektrischen Antriebs als seiner Zeit technisch voraus.

## Geschichtliches

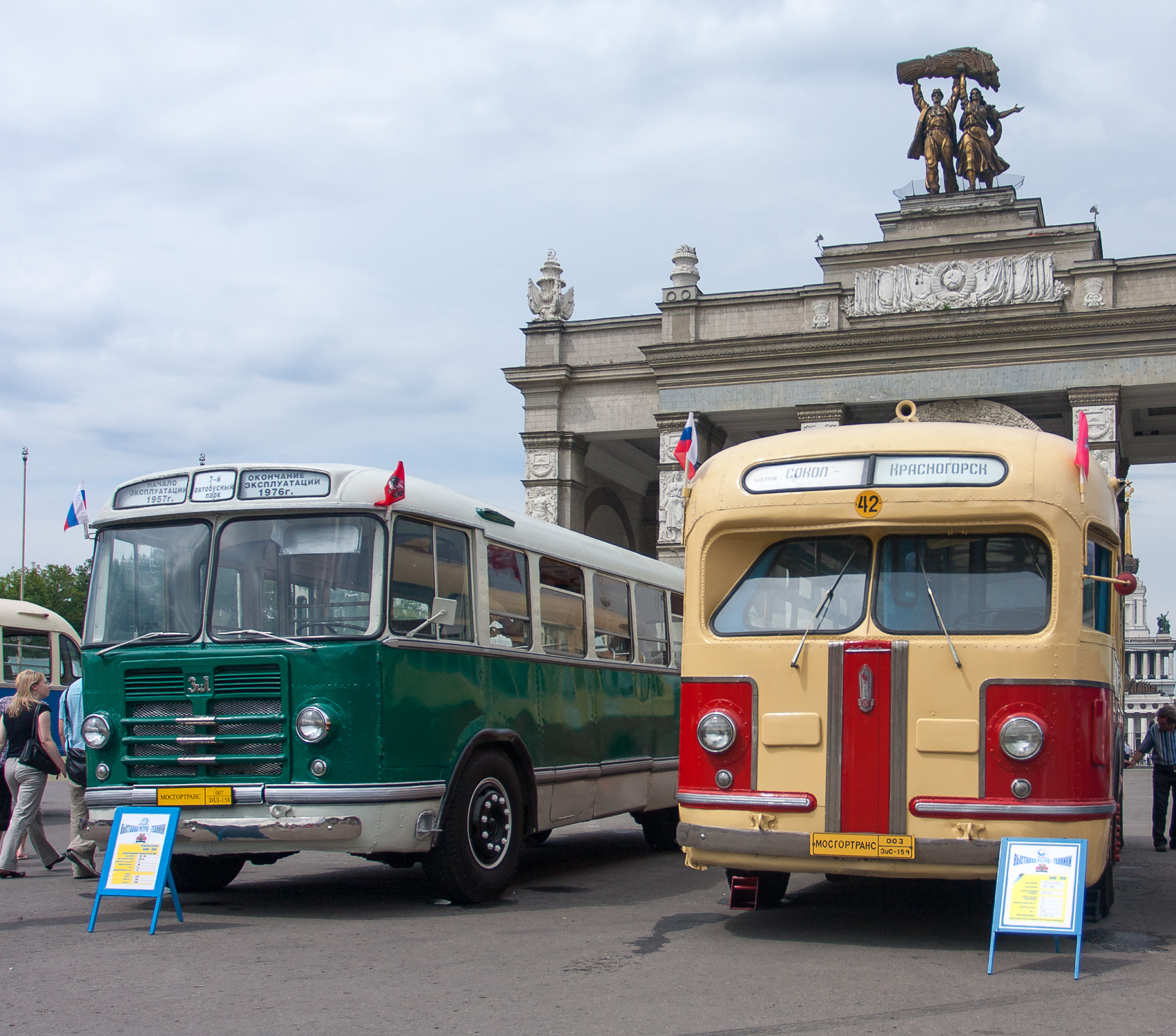
Dasselbe Fahrzeug, daneben ein ZIL-158 in grüner Farbe (2009)

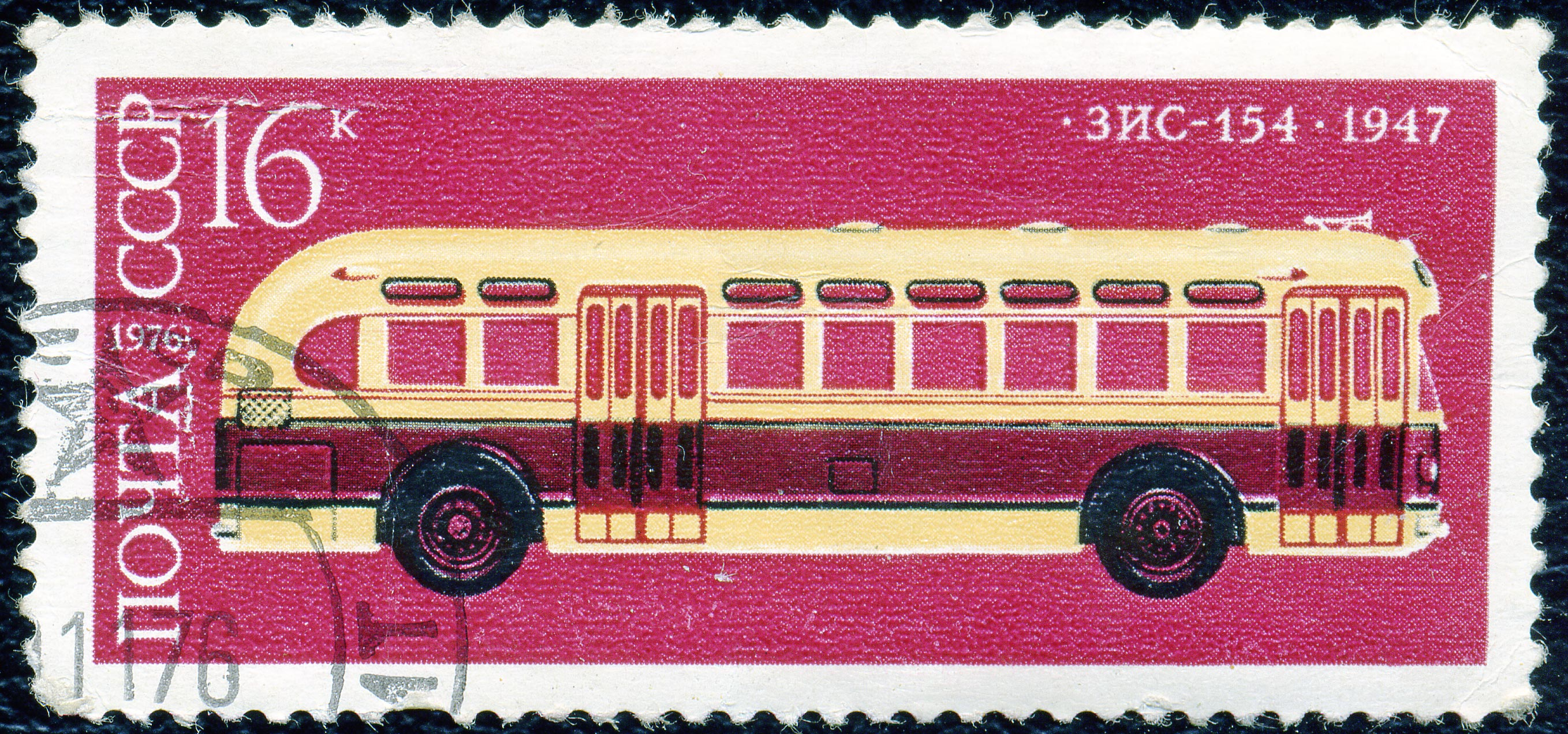
Ein ZIS-154, abgebildet auf einer sowjetischen Briefmarke von 1976

Mitte der 1940er Jahre bestand in der Sowjetunion ein erheblicher Bedarf nach Stadtbussen. Um diesem zu begegnen, wurde 1946 bei ZIS mit der Fertigung des Modells ZIS-154 begonnen. Es handelte sich dabei um eine Lizenzversion von Bussen des US-amerikanischen Herstellers General Motors. Da die Entwicklung eines geeigneten Dieselmotors für den dieselelektrischen Antrieb noch nicht abgeschlossen war, wurden auch die Motoren für die Busse nach US-Lizenz gefertigt. Erst ab 1949 war der JaAZ-204 Vierzylinder-Dieselmotor soweit ausgereift, dass er in den Fahrzeugen Verwendung finden konnte.
1950 endete der Lizenzvertrag mit den Amerikanern, der nicht verlängert wurde. Damit wurde auch die Produktion des ZIS-154 nach lediglich vier Jahren und 1165 gebauten Exemplaren eingestellt. Grund war neben der auslaufenden Lizenz, dass zu dieser Zeit auch der Nachfolger ZIS-155 in die Serienproduktion ging – eine wesentlich einfachere und wartungsärmere Konstruktion. Der ZIS-155 hatte nur einen gewöhnlichen Ottomotor.
Einige der ersten Fahrzeuge wurden 1946 nach Minsk geliefert, wo sie bis Ende der 1950er Jahre in Betrieb blieben. Größere Betreiber ersetzten den ZIS-154 relativ zügig bis zirka 1961. Kleinere Stückzahlen waren auch danach noch in Gebrauch. Mindestens ein Fahrzeug (Baujahr 1947) ist museal erhalten geblieben.

## Beschreibung
Der ZIS-154 war damals in der Sowjetunion aufgrund seines dieselelektrischen Antriebs eine einmalige Konstruktion. Der Dieselmotor trieb nicht wie gewöhnlich über Getriebe und Wellen das Fahrzeug direkt an, sondern war an einen Wechselstromgenerator gekoppelt. Der so erzeugte Strom wurde via Leitungen, Regler und Schalter an einen Elektromotor (Fahrmotor genannt) übertragen, der die Hinterachse direkt antrieb, ohne trennende Kupplung.
Aufgrund des Elektromotors wurden die Busse von den Fahrern auch als „Blitz“ bezeichnet. Dass diese Assoziation nicht von den Fahrleistungen herrühren kann, wird dadurch deutlich, dass trotz des enormen Leergewichts von fast acht Tonnen nur eine Antriebsleistung von 43 kW zur Verfügung stand.
Unter der Bezeichnung ZIS-154A wurde eine Version mit V8-Ottomotor gefertigt, der 195 PS (143 kW) leistete und von ZIS selbst unter dem Namen ZIS-122A gefertigt wurde. Es handelte sich dabei um eine eher behelfsmäßige Lösung, um Lieferschwierigkeiten des JaAZ-Dieselmotors zu überbrücken.

## Technische Daten
- Produktionszeitraum: 1946–1950[1]
- Stückzahl: 1165
- Sitzplätze: 34
- Stehplätze: 26
- Passagiere gesamt: 60
- Höchstgeschwindigkeit: 65 km/h

Daten zum Verbrennungsmotor
- Leistung des Verbrennungsmotors: 110–195 PS
- Typen: Lizenzmotoren von GM, JaAZ-204, ZIS-122A
- Treibstoffverbrauch: 65 l/100 km
- Tankinhalt: 270 l

Daten zum elektrischen System
- Leistung des Generators: 50 kW
- Typ: DK-505A
- Leistung der Fahrmotors: 43 kW
- Typ: DK-305

Abmessungen und Gewichte
- Länge: 9500 mm
- Breite: 2500 mm
- Höhe: 2940 mm
- Radstand: 5460 mm
- Bodenfreiheit: 385 mm
- Wendekreis: 21.400 mm
- Leergewicht: 7940 kg
- max. Zuladung: 4650 kg
- zulässiges Gesamtgewicht: 12.590 kg